# Équipe d'Angleterre de football au Championnat d'Europe 1996
L'équipe d'Angleterre de football participe à sa 5e phase finale de championnat d'Europe lors de l'édition 1996 qui se tient sur son sol du 8 juin 1996 au 30 juin 1996.
Les Anglais se classent 1er du groupe A au premier tour, puis en quart de finale éliminent l'Espagne aux tirs au but avant d'être éliminés en demi-finale par l'Allemagne, à nouveau aux tirs au but. Malgré l'échec aux portes de la finale, l'Angleterre quitte le tournoi invaincue.
À titre individuel, Paul Gascoigne, Steve McManaman, David Seaman et Alan Shearer font partie de l'équipe-type du tournoi, équipe composée de 18 joueurs. Alan Shearer termine également meilleur buteur de l'Euro 1996 avec 5 réalisations.

## Phase qualificative
La phase qualificative est composée de huit groupes. Les huit vainqueurs de poule, les six meilleurs deuxièmes et le vainqueur du barrage entre les deux moins bons deuxièmes se qualifient pour l'Euro 1996 et ils accompagnent l'Angleterre, qualifiée d'office en tant que pays organisateur.

## Phase finale

### Premier tour
| Groupe A |            |     |   |   |   |   |    |    |      |
|          | Équipe     | Pts | J | G | N | P | BP | BC | Diff |
| 1        | Angleterre | 7   | 3 | 2 | 1 | 0 | 7  | 2  | +5   |
| 2        | Pays-Bas   | 4   | 3 | 1 | 1 | 1 | 3  | 4  | -1   |
| 3        | Écosse     | 4   | 3 | 1 | 1 | 1 | 1  | 2  | -1   |
| 4        | Suisse     | 1   | 3 | 0 | 1 | 2 | 1  | 4  | -3   |

| 8 juin  | Angleterre | 1 | 1 | Suisse     |
| 10 juin | Pays-Bas   | 0 | 0 | Écosse     |
| 13 juin | Suisse     | 0 | 2 | Pays-Bas   |
| 15 juin | Écosse     | 0 | 2 | Angleterre |
| 18 juin | Écosse     | 1 | 0 | Suisse     |
| 18 juin | Pays-Bas   | 1 | 4 | Angleterre |

| 8 juin 1996                       | Angleterre  | 1 - 1 | Suisse                | Wembley Stadium, Londres                          |                                                   |
| 15:00 · Historique des rencontres | Shearer 23e |       | Türkyilmaz 84e (pen.) | Spectateurs : 76 567 Arbitrage : Manuel Díaz Vega | Spectateurs : 76 567 Arbitrage : Manuel Díaz Vega |
| 15:00 · Historique des rencontres | (Rapport)   |       |                       | Spectateurs : 76 567 Arbitrage : Manuel Díaz Vega | Spectateurs : 76 567 Arbitrage : Manuel Díaz Vega |

| 15 juin 1996                      | Écosse    | 0 - 2 | Angleterre                  | Wembley Stadium, Londres                            |                                                     |
| 15:00 · Historique des rencontres |           |       | Shearer 53e · Gascoigne 79e | Spectateurs : 76 864 Arbitrage : Pierluigi Pairetto | Spectateurs : 76 864 Arbitrage : Pierluigi Pairetto |
| 15:00 · Historique des rencontres | (Rapport) |       |                             | Spectateurs : 76 864 Arbitrage : Pierluigi Pairetto | Spectateurs : 76 864 Arbitrage : Pierluigi Pairetto |

| 18 juin 1996                      | Pays-Bas     | 1 - 4 | Angleterre                                    | Wembley Stadium, Londres                      |                                               |
| 19:30 · Historique des rencontres | Kluivert 78e |       | Shearer 23e (pen.), 57e · Sheringham 51e, 62e | Spectateurs : 76 798 Arbitrage : Gerd Grabher | Spectateurs : 76 798 Arbitrage : Gerd Grabher |
| 19:30 · Historique des rencontres | (Rapport)    |       |                                               | Spectateurs : 76 798 Arbitrage : Gerd Grabher | Spectateurs : 76 798 Arbitrage : Gerd Grabher |

### Quart de finale
| 22 juin 1996                      | Espagne                          | 0 - 0 a. p.       | Angleterre                             | Wembley Stadium, Londres                    |                                             |
| 15:00 · Historique des rencontres |                                  |                   |                                        | Spectateurs : 75 440 Arbitrage : Marc Batta | Spectateurs : 75 440 Arbitrage : Marc Batta |
| 15:00 · Historique des rencontres | (Rapport)                        |                   |                                        | Spectateurs : 75 440 Arbitrage : Marc Batta | Spectateurs : 75 440 Arbitrage : Marc Batta |
| 15:00 · Historique des rencontres | · Hierro · Amor · Belsué · Nadal | Tirs au but 2 - 4 | · Shearer · Platt · Pearce · Gascoigne | Spectateurs : 75 440 Arbitrage : Marc Batta | Spectateurs : 75 440 Arbitrage : Marc Batta |

### Demi-finale
| 26 juin 1996                      | Allemagne                                           | 1 - 1 a. p.       | Angleterre                                                      | Wembley, Londres                             |                                              |
| 19:30 · Historique des rencontres | Kuntz 16e                                           |                   | Shearer 3e                                                      | Spectateurs : 75 862 Arbitrage : Sandor Puhl | Spectateurs : 75 862 Arbitrage : Sandor Puhl |
| 19:30 · Historique des rencontres | (Rapport)                                           |                   |                                                                 | Spectateurs : 75 862 Arbitrage : Sandor Puhl | Spectateurs : 75 862 Arbitrage : Sandor Puhl |
| 19:30 · Historique des rencontres | · Häßler · Strunz · Reuter · Ziege · Kuntz · Möller | Tirs au but 6 - 5 | · Shearer · Platt · Pearce · Gascoigne · Sheringham · Southgate | Spectateurs : 75 862 Arbitrage : Sandor Puhl | Spectateurs : 75 862 Arbitrage : Sandor Puhl |

## Effectif
Sélectionneur : Terry Venables
| No. | Pos.      | Joueur           | Date de naissance et âge | Sélec. | Club              |
| --- | --------- | ---------------- | ------------------------ | ------ | ----------------- |
| 1   | Gardien   | David Seaman     | 19 septembre 1963        | 24     | Arsenal           |
| 2   | Défenseur | Gary Neville     | 18 février 1975          | 10     | Manchester United |
| 3   | Défenseur | Stuart Pearce    | 24 avril 1962            | 65     | Nottingham Forest |
| 4   | Milieu    | Paul Ince        | 21 octobre 1967          | 19     | Inter de Milan    |
| 5   | Défenseur | Tony Adams       | 10 octobre 1966          | 40     | Arsenal           |
| 6   | Défenseur | Gareth Southgate | 3 septembre 1970         | 4      | Aston Villa       |
| 7   | Milieu    | David Platt      | 10 juin 1966             | 58     | Arsenal           |
| 8   | Milieu    | Paul Gascoigne   | 27 mai 1967              | 38     | Glasgow Rangers   |
| 9   | Attaquant | Alan Shearer     | 13 août 1970             | 23     | Blackburn Rovers  |
| 10  | Attaquant | Teddy Sheringham | 2 avril 1966             | 15     | Tottenham         |
| 11  | Milieu    | Darren Anderton  | 3 mars 1972              | 11     | Tottenham         |
| 12  | Défenseur | Steve Howey      | 26 octobre 1971          | 4      | Newcastle         |
| 13  | Gardien   | Tim Flowers      | 3 février 1967           | 8      | Blackburn Rovers  |
| 14  | Milieu    | Nick Barmby      | 11 février 1974          | 6      | Middlesbrough     |
| 15  | Milieu    | Jamie Redknapp   | 25 juin 1973             | 4      | Liverpool         |
| 16  | Défenseur | Sol Campbell     | 18 septembre 1974        | 1      | Tottenham         |
| 17  | Milieu    | Steve McManaman  | 11 février 1972          | 10     | Liverpool         |
| 18  | Attaquant | Les Ferdinand    | 8 décembre 1966          | 10     | Newcastle         |
| 19  | Défenseur | Phil Neville     | 21 janvier 1977          | 1      | Manchester United |
| 20  | Milieu    | Steve Stone      | 20 août 1971             | 6      | Nottingham Forest |
| 21  | Attaquant | Robbie Fowler    | 9 avril 1975             | 3      | Liverpool         |
| 22  | Gardien   | Ian Walker       | 31 octobre 1971          | 2      | Tottenham         |

## Navigation